# Порту (фільм, 2016)
«Порту» (англ. Porto) — копродукційний французько-португальсько-американський фільм 2016 року режисера Ґейба Клінґера за сценарієм Ларрі Ґросса та Ґейба Клінґера. У фільмі знялися Антон Єльчин, Люсі Лукас, Пауло Калатре, та Франсуазе Лебрун.
Міжнародна прем'єра фільму відбулася 19 вересня 2017 року на Міжнародному кінофестивалі у Сан-Себастьяні. В український обмежений прокат стрічка вийшла 29 березня 2018 року.

## Синопсис
Прекрасна Португалія. В одному з найбільших міст країни Порту зустрілися француженка Маті й американець Джейк. Їх зустріч була дуже короткою, але вона змінила життя обох. Джейк — одинак, який утік від своїх батьків. Маті — студентка, яка виявилася втягнутою в роман зі своїм професором. Вони знайшли один одного на археологічному сайті, а пізніше ще на залізничній станції й у кафе. Далеко не з першого разу хлопець знайшов у собі мужність, щоб підійти до дівчини. Після цього вони провели прекрасну незабутню ніч без зобов'язань. Тепер між ними створилася невидимий, але дуже сильний зв'язок. Тільки через роки вони отримають можливість знову побачити один одного.

## У ролях
- Антон Єльчин у ролі Джейк Кліман
- Люсі Лукас у ролі Маті Варґнієр
- Пауло Калатре, у ролі João
- Франсуазе Лебрун у ролі матері
- Леонор Браннер у ролі Медлін
- Леонор Кордес у ролі Леонораr
- Наґа у ролі Шмітті

## Реліз
Міжнародна прем'єра фільму відбулася 19 вересня 2017 року на Міжнародному кінофестивалі у Сан-Себастьяні. В український обмежений прокат стрічка вийшла 29 березня 2018 року.

## Відгуки кінокритиків
Українські кінокритики зустріли стрічку стримано-негативно.